# Carousel Man
«Carousel Man» es una canción interpretada por la cantante estadounidense Cher. Fue lanzada en octubre de 1974 como el segundo y último sencillo de su álbum de 1973, Half-Breed.

## Escritura y temática
«Carousel Man» fue escrita por Johnny Durrill. Líricamente, la pista trata sobre espectáculos itinerantes, con Cher quedando atrapada en el torbellino de un carrusel.

## Recepción de la crítica
Un escritor no especificado de la revista Cash Box la consideró “una canción poderosa en la gran tradición de Cher”, y elogió su gran gancho, su instrumentación sólida, y el estilo vocal inimitable de Cher.

## Lista de canciones
- US 7-inch single – MCA-40324[3]

1. «Carousel Man» – 3:02
2. «When You Find Out Where You're Goin', Let Me Know» – 2:18

## Posicionamiento
| Gráfica (1974)                              | Pico de posición |
| ------------------------------------------- | ---------------- |
| Canadá (RPM Top Singles)                    | 83               |
| Estados Unidos (Billboard Easy Listening)   | 41               |
| Estados Unidos (Record World Singles Chart) | 111              |